# Lamellaria digueti
Lamellaria digueti är en snäckart som beskrevs av Alphonse Trémeau de Rochebrune 1895. Lamellaria digueti ingår i släktet Lamellaria och familjen Lamellariidae. Inga underarter finns listade i Catalogue of Life.